# Luizi-Călugăra
Luizi-Călugăra is een Roemeense gemeente in het district Bacău.
Luizi-Călugăra telt 5319 inwoners. Bijzonderheid is dat een groot deel van de bevolking behoort tot de Csángó minderheid. Dit is een Hongaarssprekende gemeenschap die leeft in de provincie Bacău en in tegenstelling tot de Roemenen niet het Orthodoxe maar het Rooms Katholiek geloof aanhangen.
Bijzonder is ook dat vanuit het dorp een groep bewoners afkomstig is die het plaatsje Oituz hebben gesticht in de gemeente Lumina nabij de Zwarte Zee. Deze plaats geldt tegenwoordig als meest zuidoostelijk gelegen dorp waar etnische Hongaren wonen.